# سیارک ۱۱۸۳۶
سیارک ۱۱۸۳۶ (به انگلیسی: 11836 Eileen، نامگذاری:1986CB) یازده هزار و هشتصد و سی و ششمین سیارک است  که در ۵ فوریه ۱۹۸۶ کشف شده‌است.